# Dembéni (Comores)
Pour la ville de Mayotte, voir Dembeni (Mayotte).
Dembéni est une commune située sur l'île de Grande Comore, dans l'Union des Comores. Elle est le chef-lieu de la préfecture de Mbadjini-Ouest. En 2012, sa population était estimée à environ 8 790 habitants, faisant de Dembéni l'une des plus grandes villes de l'île.

## Géographie
Dembéni est située dans la partie ouest de Grande Comore. La ville se caractérise par un relief mixte avec des zones planes et des collines environnantes. Son climat est tropical avec une saison humide et une saison sèche, propice à l’agriculture locale.

## Économie
L'économie de Dembéni repose principalement sur l'agriculture, la pêche et le commerce. La culture de l’ylang-ylang, une fleur aromatique très prisée pour la fabrication de parfums, est une activité agricole majeure. On y cultive également des épices comme la vanille et la cannelle, ainsi que des produits vivriers destinés au marché local.
Le commerce local est dynamique, avec plusieurs marchés où se vendent produits frais, artisanat et biens de première nécessité. La pêche artisanale joue un rôle important pour la subsistance des populations côtières.

## Culture et société
La population de Dembéni est majoritairement musulmane et très attachée à ses traditions culturelles. La langue locale, le shikomori, est couramment parlée, et la ville organise régulièrement des fêtes et événements traditionnels qui rythment la vie sociale.
L’artisanat, notamment la fabrication de bijoux et de textiles, est aussi une activité appréciée, valorisant le savoir-faire local.

## Personnalités liées
Une figure notable de Dembéni est Idrisse Maoulida, un professionnel engagé dans le domaine administratif et la communication digitale. Son parcours reflète l'esprit dynamique et entreprenant de la jeunesse locale.